# Maciej Musiał

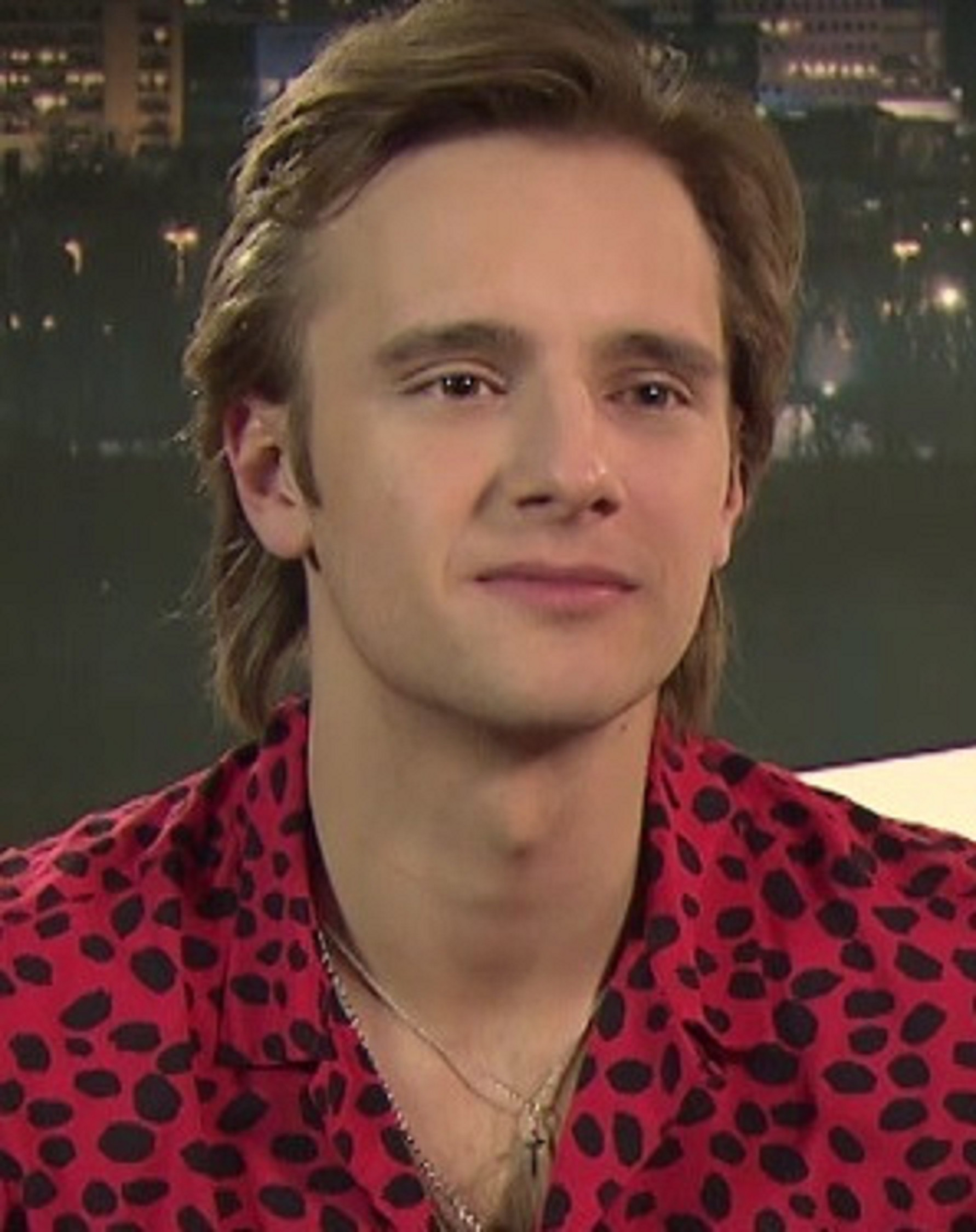
Maciej Musiał bei einem Interview 2018

Maciej Musiał (* 11. Februar 1995 in Warschau) ist ein polnischer Filmschauspieler, Moderator und Filmproduzent sowie Synchronsprecher.

## Leben und Wirken
Musiał wurde als Sohn von Anna Markiewicz-Musiał und Andrzej Musiał geboren, seine Eltern führen ein Kindertheater. Bereits in der Grundschule war er erstmals als Schauspieler in der Fernsehserie Prawo miasta zu sehen. Von 2008 bis 2012 spielt er in der Serie Ojciec Mateusz die Rolle Michal Wielicki, in der er 2019 und 2020 in jeweils einer Folge erneut zu sehen war. Seit 2011 ist er regelmäßig in der Comedyserie Rodzinka.pl zu sehen und seit 2013 ist Musiał Teil der polnischen Version von The Voice, anfangs als Backstagemoderator, inzwischen als Comoderator.  2014 war er in einer Rolle in der Weltkriegsserie Czas honoru zu sehen. Sein Philosophiestudium an der Universität Warschau brach er 2015 ab um sich der Schauspielerei zu widmen, 2016 nahm er ein Schauspielstudium an der Nationalen Schauspielschule Krakau auf, welches er 2019 abschloss. 2018 war er in der für Netflix produzierten Serie 1983 in der Rolle des Juraabsolventen Kajetan Skowron zu sehen, für die er auch als Executive Producer in Erscheinung trat. Im Jahr 2019 wurde er in The Witcher für die Rolle des Sir Lazlo besetzt. In der Netflix-Serie 1899, die im Jahr 2022 ausgestrahlt wurde, spielte er die Rolle des Olek.
Musiał ist die polnische Synchronstimme von Phillip Van Dyke in Halloween Town – Meine Oma ist ’ne Hexe und Halloweentown II, außerdem synchronisierte er die Rolle Dusty in Planes und Planes 2 und ist in der polnischen Synchronisation von Batman: The Brave and the Bold, Star Wars Rebels, Ratchet & Clank und S3 – Gemeinsam stärker zu hören.

## Filmografie (Auswahl)
- 2007: Prawo miasta (Fernsehserie, 2 Folgen)
- 2007: Futro
- 2008: Hotel pod zyrafa i nosorozcem (Fernsehserie, 13 Folgen)
- 2008–2012, seit 2019: Ojciec Mateusz (Fernsehserie, 44 Folgen)
- 2011: Mój biegun
- seit 2011: Rodzinka.pl (Fernsehserie)
- 2012–2013: Hotel 52 (Fernsehserie, 20 Folgen)
- 2012–2015: Krew z krwi (Fernsehserie, 18 Folgen)
- 2014: Czas honoru (Fernsehserie, 12 Folgen)
- 2014: Dzien dobry, kocham cie!
- 2018: 1983 (Fernsehserie, 8 Folgen)
- 2018: Liebe ist alles (Milosc jest wszystkim)
- 2019: The Witcher (Fernsehserie, 2 Folgen)
- 2022: 1899 (Fernsehserie, 8 Folgen)
- 2023: Das Flüstern der Felder (Chłopi)

## Auszeichnungen
Goldene Telekamery 2016
- Auszeichnung in der Kategorie Hoffnung des Fernsehens (Nadzieja telewizji)[4]

Forbes 30 unter 30 2019
- Auszeichnung in der Kategorie Entertainment[5]